# Ewald Wicke
Ewald Wicke (* 17. August 1914 in Elberfeld; † 7. März 2000 in Münster) war ein deutscher Chemiker.

## Leben und Werk
Ewald Wicke studierte von 1933 bis 1938 an den Universitäten Köln und Göttingen Chemie, Physik und Physikalische Chemie. Während seines Studiums wurde er 1933 Mitglied der SA und 1937 nach der Lockerung der Aufnahmesperre Mitglied der NSDAP. In Göttingen wurde er 1938 bei Arnold Eucken promoviert.
1944 habilitierte sich Ewald Wicke mit einer Schrift zur Adsorptionskalorimetrie an katalytisch wirksamen Oberflächen. 1949 wurde er zum außerplanmäßigen Professor ernannt. Nach dem Tode Euckens wurde er für mehrere Jahre mit der kommissarischen Leitung des Göttinger Instituts für Physikalische Chemie beauftragt.
1954 erhielt er den „Nernst-Haber-Bodensteinpreis“ der Bunsen-Gesellschaft für Physikalische Chemie, die damit seine Arbeiten zur wissenschaftlichen Begründung der Technischen Reaktionsführung würdigte. Im gleichen Jahr nahm er einen Ruf an die Universität Hamburg an und übernahm dort die Leitung des Instituts für Physikalische Chemie.
Fünf Jahre später folgte er einem Ruf an die Westfälische Wilhelms-Universität nach Münster als Direktor des Physikalisch-Chemischen Instituts. In den bald zweieinhalb Jahrzehnten seiner Tätigkeit in Münster ist dieses Institut zu einer der bedeutendsten Forschungs- und Unterrichtsstätten für Physikalische Chemie in Deutschland geworden.

## Ehrungen
Wicke ist durch nahezu 300 wissenschaftliche Publikationen international bekannt geworden, was in einer Reihe von Auszeichnungen Ausdruck gefunden hat: Die  Forschungs-Gesellschaft Verfahrens-Technik e. V. erkannte ihm 1962 die Arnold-Eucken-Medaille zu. Die Deutsche Gesellschaft für chemisches Apparatewesen (DECHEMA) zeichnete ihn 1976 mit der DECHEMA-Medaille aus. Seit 1972 war er Mitglied der Deutschen Akademie der Naturforscher Leopoldina zu Halle. Die Rheinisch-Westfälische Akademie der Wissenschaften wählte ihn 1976 zu ihrem ordentlichen, die Akademie der Wissenschaften zu Göttingen 1980 zu ihrem korrespondierenden Mitglied. Die National Academy of Engineering der USA berief ihn 1983 zu ihrem Mitglied.
Die überregionale Wertschätzung von Wicke kommt auch in der Verleihung der Ehrendoktorwürde der Technischen Universität München (1975) und der Universität Karlsruhe (1991) zum Ausdruck. Die Deutsche Bunsen-Gesellschaft für Physikalische Chemie, deren Vorsitzender er in den Jahren 1975/76 war, verlieh ihm 1981 die "Bunsen-Denkmünze" für seine richtungsweisenden wissenschaftlichen Arbeiten und ernannte ihn im Jahr 1990 zu ihrem Ehrenmitglied. Zusammen mit der Ewald-Wicke-Stiftung vergibt die Bunsen-Gesellschaft seit 2012 den Ewald-Wicke-Preis an Wissenschaftler bis zum Alter von 35 Jahren, die herausragende Arbeiten auf dem Gebiet der physikalischen Chemie vorweisen können.